# Meda (Oregon)
Meda az Amerikai Egyesült Államok északnyugati részén, Oregon állam Tillamook megyéjében elhelyezkedő önkormányzat nélküli település.
Nevét egy angol nőről kapta. Az 1887. május 11-e és 1892, majd 1915 és 1920 között működő posta első vezetője Wallace Yates volt; őt a pozícióban még hatan követték.

## Fordítás
- Ez a szócikk részben vagy egészben  a   Meda, Oregon című angol Wikipédia-szócikk ezen változatának fordításán alapul.  Az eredeti cikk szerkesztőit annak laptörténete sorolja fel. Ez a jelzés csupán a megfogalmazás eredetét és a szerzői jogokat jelzi, nem szolgál a cikkben szereplő információk forrásmegjelöléseként.